# Killary Harbour

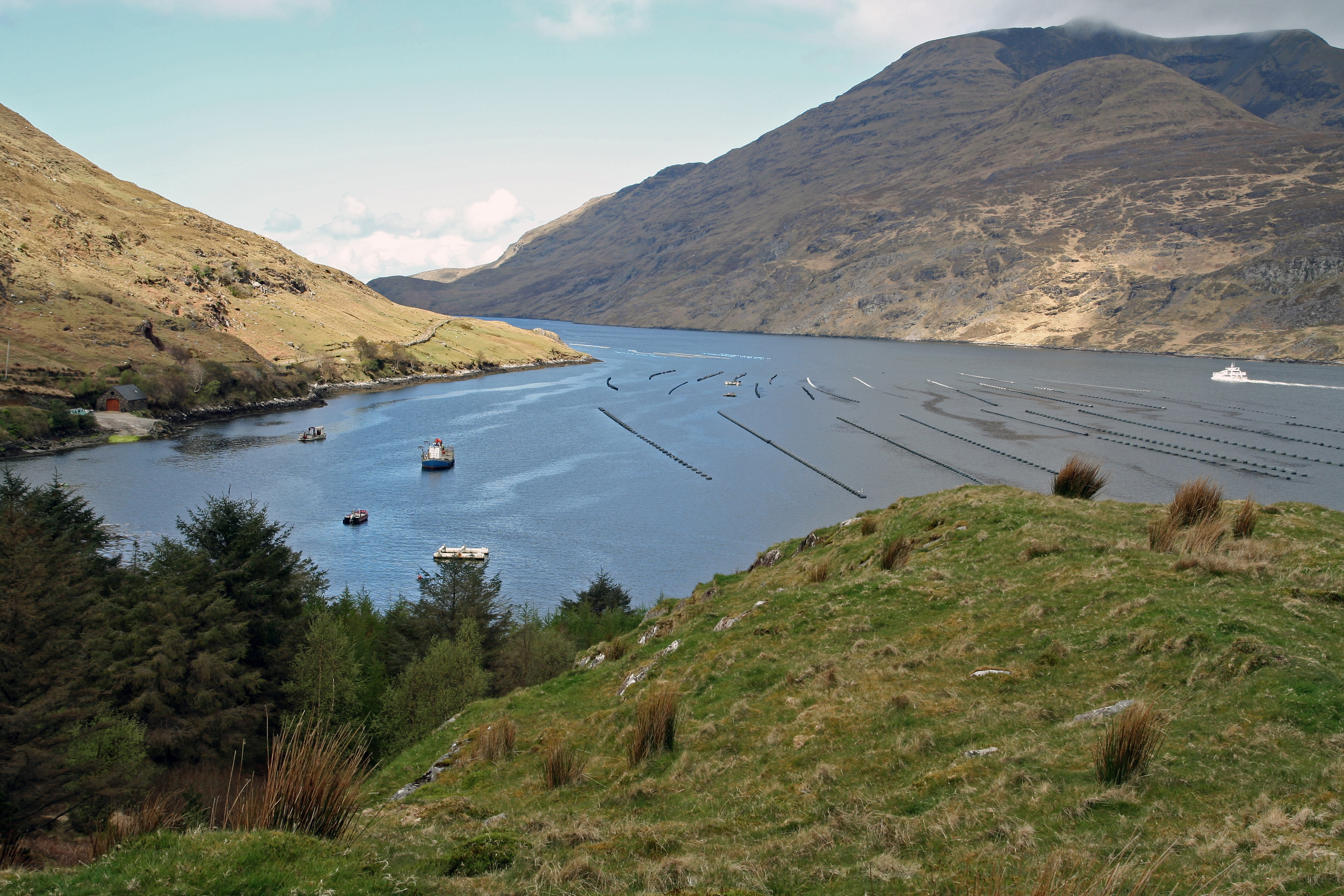
Killary Harbour met rijen mosseltonnen in de fjord

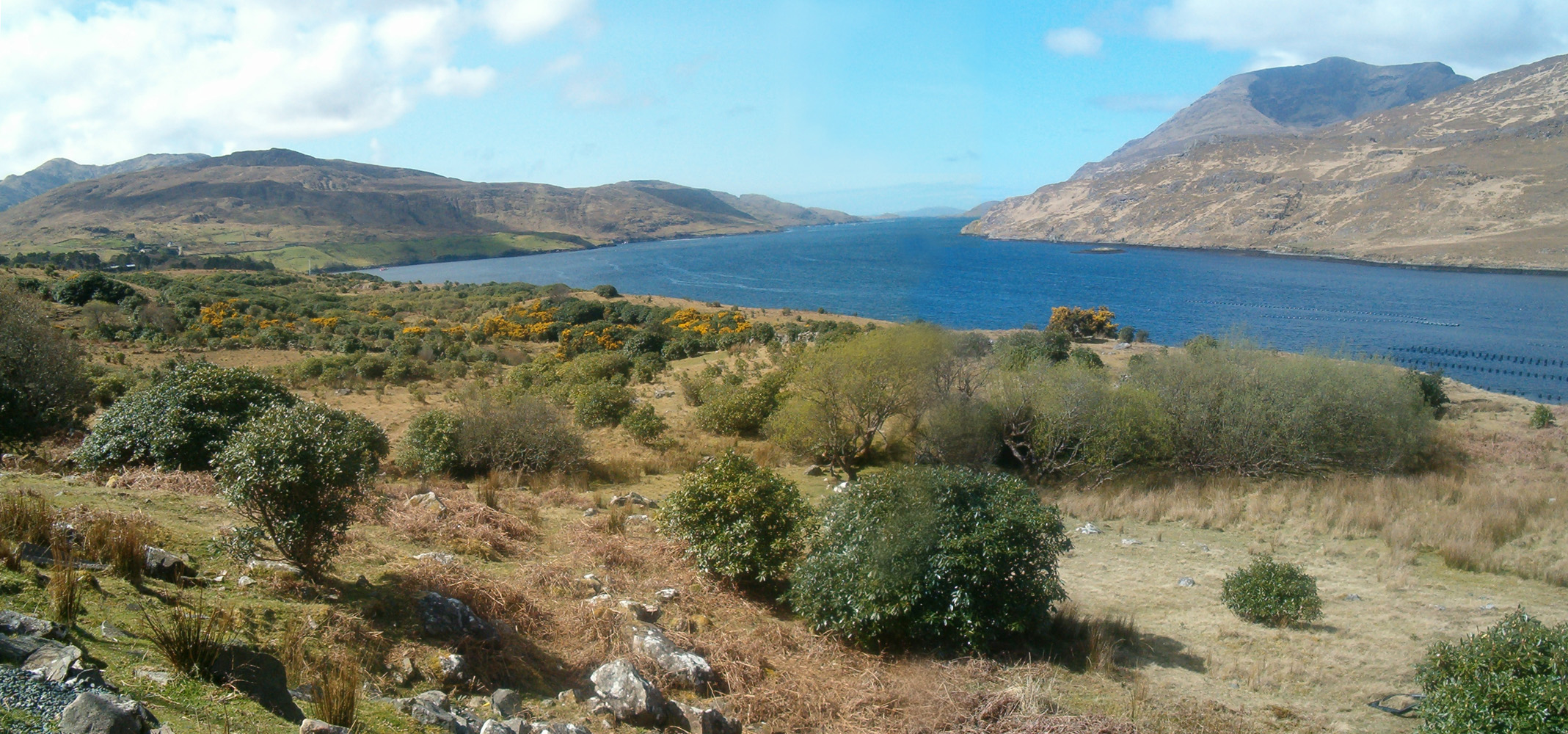
Zicht op Killary Harbour richting Leenaun

Killary Harbour (Iers: An Caoláire Rua) is een van de drie fjorden in Ierland (de andere twee zijn Lough Swilly en Carlingford Lough). Killary Harbour vormt een deel van de grens tussen de graafschappen Galway en Mayo. Hij is 16 kilometer lang en in het midden meer dan 45 meter diep.
Op de noordoever ligt de berg Mweelrea (Iers: Maol Riabhach, "kale grijze berg"), 817 meter hoog. Ertegenover op de zuidoever in Galway ligt nabij de monding het gehucht Rossroe, met de voormalige An Óige-jeugdherberg, nu gesloten. Het was voorheen een bescheiden huis, waar de befaamde wijsgeer Ludwig Wittgenstein na de oorlog enige jaren verbleef en er in de rust van de afgelegen stille omgeving werkte aan zijn pas postuum verschenen tweede magnum opus Philosophische Untersuchungen (Filosofische onderzoekingen). In 1993 onthulde de Ierse president Mary Robinson een herdenkingsplaque aan het gebouw.
Vlakbij ligt de Green Road, een nogal ruige weg die langs de zuidoever van de fjord loopt, oostwaarts tot Leenaun (Iers: An Líonán), 9 km verderop. Het is een zogenaamde Famine Road, die werd aangelegd tijdens de Ierse aardappelhongersnood (Great Famine) in de 19e eeuw.
Tegenwoordig zorgt aquacultuur in de fjord voor bedrijvigheid. Nabij de monding wordt vanuit Rossroe een zalmkwekerij uitgebaat en meer oostelijk, dieper in de fjord, vormen mosselvlotten een vertrouwd gezicht. Vanuit Leenaun worden ook boottochten door de fjord aangeboden.